# Мил Крик Ист (Вашингтон)
Мил Крик Ист (енгл. Mill Creek East) насељено је место без административног статуса у америчкој савезној држави Вашингтон.

## Демографија
По попису из 2010. године број становника је 15.709.
| Група             | 2000.    | 2010.          |
| Белци             | 0 (0,0%) | 10.438 (66,4%) |
| Афроамериканци    | 0 (0,0%) | 282 (1,8%)     |
| Азијати           | 0 (0,0%) | 3.112 (19,8%)  |
| Хиспаноамериканци | 0 (0,0%) | 1.162 (7,4%)   |
| Укупно            | 0        | 15.709         |